# Воротынский сельсовет (Могилёвская область)
Вороты́нский сельсовет (бел.  Вараты́нскі сельсавет) — административная единица на территории Бобруйского района Могилёвской области Республики Беларусь.

## Географическое положение
Расположен на юго-востоке Бобруйского района Могилевской области. Расстояние от центра сельсовета до районного центра — 40 км на таком же расстоянии находится районный центр Гомельской области — Жлобин.

## История
17 июля 1924 года был создан Первый Бобруйский район, в состав которого вошёл Воротынский сельсовет.

## Население
- 1999 год — 1727 человек
- 2010 год — 1296 человек
- 2012 год — 1333 человека, 523 домашних хозяйства

## Производственная сфера
- Филиал «Воротынь» ОАО «БЗТДиА»
- ОАО "Невский-Агро" (д. Турки)

## Социально-культурная сфера
Учреждения образования — ГУО "Воротынская средняя школа Бобруйского района", ГУО "Турковская средняя школа Бобруйского района". Учреждение дошкольного образования — ГУО "Ясли-сад аг.Воротынь Бобруйского района".
Учреждения здравоохранения — Воротынская амбулатория врача общей практики, Турковский фельдшерско-акушерский пункт.
Турковский сельский клуб и Воротынский сельский Дом культуры, сельские библиотеки в аг. Воротынь и д. Турки, почтовые отделения в аг. Воротынь и д. Турки.

## Состав
Включает 16 населённых пунктов:
- Авсимовичи — деревня.
- Большая Контора — посёлок.
- Вилы — посёлок.
- Воротынь — агрогородок.
- Данилов Мост — посёлок.
- Долгий Клин — посёлок.
- Коврин — деревня.
- Лесище — посёлок.
- Мироново — посёлок.
- Омеленская Слобода — деревня.
- Осово — посёлок.
- Пасека — посёлок.
- Старый Двор — посёлок.
- Труд — посёлок.
- Турки — деревня.
- Турковская Слобода — деревня.

В 2018 году упразднён посёлок Поросля.